# Blue Horizon
Blue Horizon Records est un label discographique britannique de blues, actif entre 1965 et 1971, fondé par Mike Vernon.

## Histoire
Au milieu des années 1960, Mike Vernon crée trois labels : Purdah, Outa Site et Blue Horizon, pour diffuser le blues que les grosses maisons de disques, telles que Decca Records, ne diffusaient pas. Vernon lance Blue Horizon avec un single du guitariste de Howlin' Wolf, Hubert Sumlin, vendu avec le no 12 du magazine R & B Monthly de janvier 1965. Le label est alors spécialisé dans les opérations collectors, avec des tirages extrêmement limités (pas plus de 99 copies pour éviter les taxes).
Le label se développe ensuite grâce à un accord mondial de distribution avec CBS, qui est inauguré par deux singles 7" portant le double étiquetage CBS/Blue Horizon : un single de Fleetwood Mac et un autre de Aynsley Dunbar. Viennent ensuite d'artistes de blues américains et britanniques. Certaines entrées du catalogue de Blue Horizon sont également des enregistrements d'artistes américains produits par Mike Vernon comme Otis Spann et Champion Jack Dupree, accompagnés de musiciens tels que Peter Green, Rory Gallagher, Paul Kossoff, Stan Webb, Pete Wingfield et Duster Bennett.
Plusieurs singles du label sont des succès, notamment certains hits de Fleetwood Mac et Chicken Shack. Blue Horizon cesse sa production aux alentours de 1971.
En 2010, une réactivation du label est annoncée par Seymour Stein et Richard Gottehrer, bien qu'ils n'aient pas accès au catalogue historique. Le 12 juin 2012, BBC Radio 4 diffuse Cerys Matthews' Blue Horizon, un documentaire sur Blue Horizon Records.